# Camponotus lownei
Camponotus lownei é uma espécie de inseto do gênero Camponotus, pertencente à família Formicidae.